# 深夜零時、乱れ心
「深夜零時、乱れ心」（しんやれいじ、みだれごころ）は、2021年4月21日に発売された小柳ルミ子の57枚目のシングルである。

## 解説
- 50周年記念シングルおよび徳間ジャパン移籍後第一弾シングル。
- 楽曲の振り付けはボビー吉野が担当[1]。

## 収録曲
1. 深夜零時、乱れ心
  - 作詞・作曲・編曲：中村歩・遠藤ナオキ
2. 言葉にならない
  - 作詞：Wiggy／作曲：若草恵
3. 深夜零時、乱れ心（オリジナル・カラオケ）
4. 言葉にならない（オリジナル・カラオケ）